# 三田市ガラス工芸館
三田市ガラス工芸館（さんだし がらすこうげいかん）は、兵庫県三田市香下にあるガラス工芸の技法が体験・習得できる公共施設。

## 概要
三田市ガラス工芸館は、市民の文化振興に寄与するため、ガラス工芸の創作活動や工芸教室等の開催ができる施設として、1992年（平成4年）に完成したクリーンセンターの付帯施設として1993年（平成5年）に開館した。様々なガラス工芸の技法が体験・習得できる。また、研修などに利用できる多目的ホールも備えている。管理運営は、指定管理者に業務委託している。

## 沿革
- 1993年（平成5年）2月 - 竣工
- 1993年（平成5年）4月1日 - 三田市ガラス工芸館条例の制定
- 1993年（平成5年）7月1日 - 三田市ガラス工芸館条例施行規則の制定
- 1993年（平成5年）7月21日 -  開館
- 2013年（平成25年）6月1日 - プール施設廃止
- 2013年（平成25年）9月 - 電気炉改修工事、電気設備・機械設備工事

## 施設
- 名称：三田市ガラス工芸館[3]
- 所在地：三田市香下字小屋ケ谷1832番地
- 竣工： 1993年（平成5年）2月
- 構造階数
  - センター棟：鉄筋コンクリート及び鉄骨造3階建
    - 1階：ロビー、ラウンジ、事務室
    - 2階：多目的ホール、研修室（和室）

  - 教室棟 鉄骨造平家建
    - ステンドグラス教室、バーナーワーク教室、キルンワーク教室（設備：加熱炉、サンドブラスト機、バーナー）

  - 工房棟：鉄骨造平家建
    - 吹きガラス工房（設備：溶解炉、徐冷炉、グローリーホール、研磨機）

  - ボンベ庫：鉄筋コンクリート及び鉄骨造平家建
    - ガスボンベ倉庫

  - その他：多目的広場、遊歩道
- 敷地面積：7,292.35m2
- 建築面積
  - センター棟：689.5m2
  - 教室棟：241.48m2
  - 工房棟：182.58m2
  - ボンベ庫：25.03m2
  - 合計：1,138.59m2
  - 駐車場：38台（無料）
    - 第1駐車場12台（身障者用1台含む）
    - 第2駐車場7台
    - 第3駐車場12台
    - 第4駐車場7台

## 利用案内

### １日体験教室
子どもから大人まで気軽に楽しめるガラス工芸の１日体験メニューがあり、参加した小学1年生以上の子どもを対象に無料でガラス博士認定試験を受けることができる。合格者には館長から認定証が授与される。
- 吹きガラス
- ステンドグラス
- サンドブラスト
- バーナーワーク
- 特別体験 - 吹きガラス春の限定色 さくらカラー、吹きガラス風鈴、花火のペーパーウェイト、オバケのペーパーウェイト、つぶつぶガラスのクリスマスツリー、ガラスの鏡餅など季節や行事にちなんだ体験コース

### 専門講座
各分野の専門講師によるガラスアートの講座があり、有料で初心者から上級者まで本格的にガラスアートが学べる。
- 吹きガラス
- ステンドグラス
- ダルドヴェール
- バーナーワーク
- キルンワーク
- サンドブラスト
- 純銀粘土アクセサリー
- 万華鏡

### 利用時間
- 9時から17時、（市長が特別な理由があると認めたときは、利用時間を変更することがある）

### 休館日
- 毎週火曜日(祝日の場合は開館し翌日休館)、年末年始、（市長が必要と認めたときは休館することがある）

### 入館料
- 無料

## 交通アクセス
- 自動車
  - 中国自動車道神戸三田ICまたは舞鶴若狭自動車道「三田西ICから約25分
    - 無料駐車場（約30台）あり、大型バスも可能

  - 電車・バス
    - JR西日本福知山線三田駅からバスに乗り換え（午前：阪急田園バス「東部行き」、午後：神姫バス「西谷方面」で「丸山」停留所下車北に約10分 800メートル）